# James Rodríguez
James David Rodríguez Rubio (født 12. juli 1991 i Cúcuta)  er en colombiansk professionel fodboldspiller, som spiller for Liga MX-klubben Club León og Colombias landshold.

## Karriere
Rodríguez startede sin karriere hos Envigado i hjemlandet, hvor han spillede både som ungdomsspiller og i de første af sine seniorår. I 2008 skiftede han til Banfield i Argentina, og var året efter med til at føre klubben frem til det argentinske mesterskab.

### FC Porto
I juli 2010 blev Rodríguez solgt til FC Porto i den portugisiske Primeira Liga for en pris på ca. 5 millioner euro. De følgende tre år var han her trods sin unge alder en stor stjerne i både klubben og hele den portugisiske liga, og blev i 2012 kåret til årets spiller i ligaen, ligesom han i både 2012 og 2013 blev udtaget til årets hold.

### AS Monaco
Som et af de helt varme navne på den europæiske fodboldscene blev Rodríguez i sommeren 2013 solgt til franske AS Monaco, for intet mindre end 335 millioner kroner.

### Real Madrid C.F.
Året efter blev Rodríguez solgt til Real Madrid i Spanien, hvor han skrev under på en seks-årig kontrakt for omkring 80 millioner €(596 mill DKK)..

Everton F.C
Op til sæsonen 2020/21 skrev han under på en aftale for to sæsoner, med en option på et yderligt år. Han skiftede for et fri transfer.

### Landshold
Rodríguez har (pr. maj 2018) spillet 61 kampe og scoret 21 mål for Colombias landshold, som han debuterede for 11. oktober 2011 i et opgør mod Bolivia. Han var en del af den colombianske trup til VM i 2014 i Brasilien. Her blev han med seks scoringer turneringens topscorer, og præsterede at score i samtlige holdets fem kampe. Colombianerne røg ud i kvartfinalen efter et 2-1 nederlag til Brasilien. I maj 2018 blev han udtaget til Colombias bruttotrup til VM i Rusland, efter at han i den sydamerikanske kvalifikationsturnering blev sit lands topscorer med 6 mål i 13 kampe.